# Lubina
Lubina je naseljeno mjesto u okrugu Nové Mesto nad Váhom u  Trenčínskom kraju u Slovačkoj.

## Stanovništvo
| Godina:     | 1993. | 2003.   | 2013.   | 2023.   |
| ----------- | ----- | ------- | ------- | ------- |
| Broj ljudi: | 1568  | 1468    | 1382    | 1478    |
| Razlika:    |       | -6,37 % | -5,85 % | +6,94 % |

| Godina:     | 2022. | 2023.   |
| ----------- | ----- | ------- |
| Broj ljudi: | 1461  | 1478    |
| Razlika:    |       | +1,16 % |

Prema podacima o broju stanovnika iz 2023. godine naselje je imalo 1478 stanovnika.

## Vanjske poveznice
|  | Zajednički poslužitelj ima još gradiva o temi Lubina |

- Službena stranica naselja (sl.)